# Feldberger Haussee
De Feldberger Haussee is een eutroof meer in de gemeente Feldberger Seenlandschaft in de  Duitse deelstaat Mecklenburg-Voor-Pommeren, Landkreis Mecklenburgische Seenplatte. 

## Ligging
De Feldberger Haussee ligt binnen Feldberger Seenlandschaft ten noordoosten van de hoofdkern in het gelijknamige natuurpark. Het meer bestaat uit drie bekkens: het Noordbekken met een maximale diepte van 12 m en twee eilanden, het Stadbekken met een maximale diepte van 9 m en de Kleine Haussee met een maximale diepte van 10 m. Deze laatsten worden door het schiereiland Amtswerder van elkaar gescheiden. Het meest zuidelijke deel wordt de melkerijbaai genoemd, naar de in 1888 in Feldberg gestichte melkcoöperatieve.

## Ontstaan
Dit meer is in het weichseliaan ontstaan als glaciaal meer in een eindmorene.